# Pierre de Bath

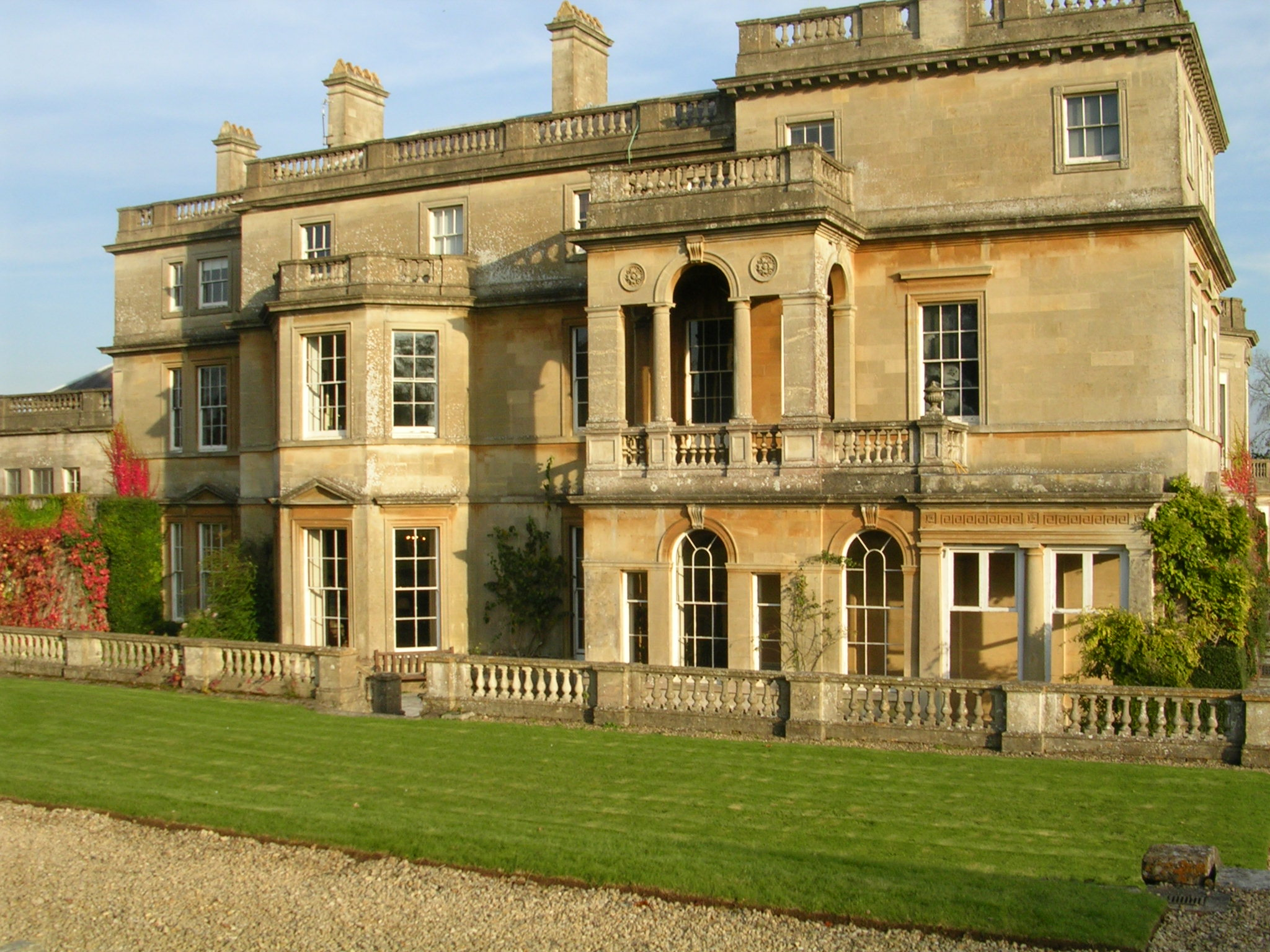
Manoir anglais bâti en pierre de Bath.

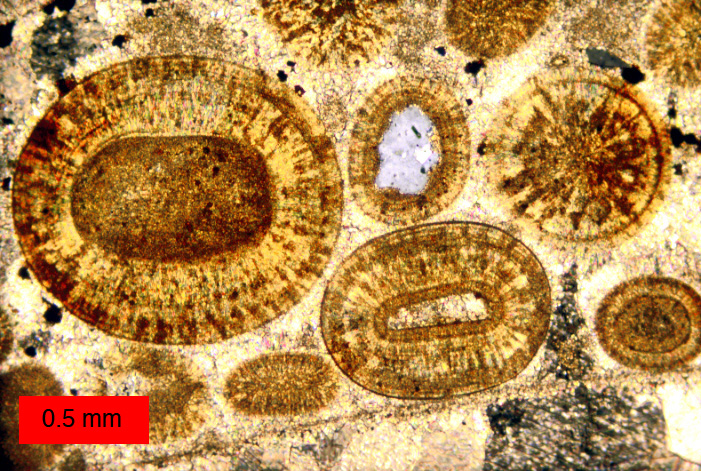
Coupe microscopique d'oöides du milieu du Jurassique.

La pierre de Bath est un calcaire oolithique comprenant des fragments granulaires de carbonate de calcium.
Originairement obtenu des mines de Combe Down, la ville de Bath, classée au patrimoine mondial se reflète ainsi par sa couleur or-crème.[pas clair]
La pierre de Bath a été utilisée comme matériau de construction (pierre de taille) à travers le sud de l'Angleterre pour des maisons, des églises (par exemple l'église Saint-Matthieu de Chapel Allerton, à Leeds), et des bâtiments tant privés (par exemple l'Empire Hotel à Bath) que publics comme des gares ferroviaires.

## Géologie
La pierre de Bath est un calcaire oolithique composé de fragments granulaires de carbonate de calcium qui se sont formés au Jurassique (entre 195 et 135 millions d'années) lorsque la région de l'actuelle ville de Bath était recouverte par une mer peu profonde. Lorsque les couches de sédiments marins se sont déposés, les grains de sable sphériques, en abrasant les fonds marins, se sont couverts d'une gangue calcaire, formant l'étage Bathonien. Au microscope, ces grains ou oolithes (litt. pierre ovoïdes) apparaissent comme une roche sédimentaire formées d'ooïdes, c'est-à-dire de grains sphériques à structure de couches concentriques. Leur nom vient du grec ancien òoion qui signifie œuf. Au sens strict, les oolites sont des ooïdes de 0,25 mm à 2 mm diamètre, car les grains d'un diamètre supérieur à 2 mm sont classés comme pisolithes. On y retrouve fréquemment de minuscules fragments de coquillage ou de sable, et parfois des squelettes fossiles d'animaux marins.